# Phaonia versicolor
Phaonia versicolor este o specie de muște din genul Phaonia, familia Muscidae, descrisă de Stein în anul 1920.
Este endemică în Colorado. Conform Catalogue of Life specia Phaonia versicolor nu are subspecii cunoscute.